# Дорон, Шай
 Шай Дорон  (ивр. שי דורון‎; род. 1 апреля 1985 года в Рамат-ха-Шароне, Тель-Авивский округ, Израиль) — израильская профессиональная баскетболистка, выступавшая в женской национальной баскетбольной ассоциации (ВНБА). Была выбрана на драфте ВНБА 2007 года во втором раунде под 16-м номером командой «Нью-Йорк Либерти». Участница трёх чемпионатов Европы в составе сборной Израиля. Обладательница кубка Европы, первая израильтянка, которая выступала в ВНБА. Играла на позиции атакующего защитника

## Биография
Шай Дорон начинала баскетбольную карьеру в тель-авивской школе Ротенберга, где она показывала отличную игру. Для дальнейшего развития в баскетболе семья Дорон принимает решение отправить Шай в США. Дорон обосновывается в Нью-Йорке и начинает выступать за школьную команду «Christ the King Regional High School». За время учёбы она стала первой девушкой из Нью-Йорка, которая вошла в Все-Американскую команду МакДональдс, принимала участие в турнире «Найк Чемпионшип», где была признана самым ценным игроком. Получала звание «игрок года Нью-Йорка» в своей возрастной категории.
В 2003 году Шай поступает в Мэрилендский университет, где её карьера баскетболистки получает новый виток. В 2006 году она помогает университетской команде впервые стать чемпионом NCAA. В финальном матче команда университета Мэриленда победила соперниц из университета Дьюка со счетом 78:75. В финале Шай Дорон набрала 16 очков и сделала 4 подбора. Как следствие удачного сезона стало признание Дорон Национальным еврейским спортивным залом славы игроком года.
4 апреля 2007 года Шай вписала своё имя в историю женского израильского баскетбола, как первая израильская баскетболистка задрафтованная клубом ВНБА. «Нью-Йорк Либерти» выбрал 22-х летнюю еврейку под общим 16 номером. Пройдя успешно тренировочный лагерь, Дорон была включена в заявку на участие в регулярном первенстве ВНБА. За нью-йоркскую команду баскетболистка отыграла 7 игр, выходя на площадку в среднем на 5 минут, при этом набрала в среднем 1,4 очка, сделав 0,4 подбора плюс на её счету один матч плей-оффа.
1 сентября 2007 года в матче со сборной Венгрии (квалификация к чемпионату Европы – 2007), состоялся «дебют» за национальную команду Израиля. В этом же году она переходит в клуб «Элицур», с которым в конце сезона выигрывает национальное первенство и кубок. Шай Дорон признаётся лучшим защитником сезона и включается в «символическую пятёрку» чемпионата.
Следующий сезон израильская баскетболистка начинает в стамбульском «Бешикташе», где играет в Евролиге ФИБА. По итогам двухмесячного голосования на официальном сайте ФИБА Европа Шай (снова первая израильтянка) была включена в состав сборной Европы матча «Звёзд Евролиги – 2009». За 22 минуты она набрала 7 очков, сделала 2 подбора и отдала 6 передач (лучший показатель в команде). Концовку сезона Дорон проводит на родине, играя за «Маккаби» из Рамат-Гана.
Румынский период в своей баскетбольной карьере Шай проводит успешно, выигрывает национальный чемпионат, входит в «символическую пятёрку» первенства, принимает участие в гала-матче «Звёзды румынского баскетбола» .
Поиграв в Румынии, Дорон возвращается в «Элицур», с которым проводит триумфальный сезон. 13 марта 2011 года в финале кубка Израиля баскетболистка набирает больше всех очков – 26, тем самым внеся ощутимый вклад в победу своей команды. 24 марта 2011 года в последнем финальном победном матче кубке Европы, в гостях у французского «Арраса», Шай выдала потрясающую игру, она набрала 14 очков (3 показатель в команде), сделала 7 подборов. Окончание сезона завершилось заслуженной победой в первенстве Израиля. Участница матча за Суперкубок Европы – 2011, при следующих показателях: 31 минута, 19 очков (лучшая в команде), 5 передач (лучшая в матче).
В середине февраля 2012 года Дорон подписывает соглашение с «УГМК» сроком до конца текущего сезона. По версии тренерского штаба она должна была заменить в составе команды Анете Екабсоне-Жогота, выбывшую из строя на несколько месяцев из-за разрыва связок колена. Российский период был очень скоротечен. Дорон участвовала в 6 играх, из них два в первенстве, один в кубке России (полуфинал) против курского «Динамо» (2 очка) и 3 матча в Евролиге. Участница «Финала восьми» Евролиги ФИБА, где играла в матче за 3-е место с «Фенербахче» (2 очка). В середине апреля «УГМК» досрочно прекратил действие контракта.
Через год Шай Дорон возвращается в Россию, чтобы играть в «Премьер-лиге» за курское «Динамо».
В сборной Израиля, начиная с квалификационного турнира к чемпионату Европы – 2009, Шай неизменно во всех соревнованиях является лидером в команде по набранным очкам.

### Статистика выступлений за сборную Израиля
| Сборная | Сезон | Место      | Чемпионат | Чемпионат | Чемпионат | Чемпионат |
| Сборная | Сезон | Место      | Игр       | Очк       | Подб      | Перед     |
| ------- | ----- | ---------- | --------- | --------- | --------- | --------- |
| Ч Е     | 2007  | Квалиф. 13 | 6 3       | 6,3 7,3   | 1,7 2,7   | 1,7 0,7   |
| Ч Е     | 2009  | Квалиф. 13 | 8 3       | 20,5 18,3 | 4,0 1,7   | 2,5 2,0   |
| Ч Е     | 2011  | Квалиф. 13 | 6 3       | 19,5 13,0 | 3,7 3,0   | 2,2 1,7   |
| Ч Е     | 2013  | Квалиф.    | 8         | 16,5      | 3,1       | 3,3       |
| Ч Е     | 2015  | Квалиф.    | 5         | 14,0      | 2,2       | 4,8       |

## Достижения
- Обладатель кубка Европы: 2011.
- Бронзовый призёр Евролиги: 2012
- Чемпион NCAA: 2006
- Чемпион Израиля: 2008, 2011
- Чемпион Румынии: 2010
- Бронзовый призёр чемпионата России: 2014
- Обладатель кубка Израиля: 2008, 2011
- Обладатель кубка России: 2012